# Libido
Latinsku riječ libido može se doslovno prevesti kao požudu, želju, htijenje, priželjkivanje ili zadovoljstvo. Termin se u ne latinskim izvorima prvi put pojavljuje u petom pjevanju Danteovog Pakla, gdje susreće kraljicu Semiramidu, koju opisuje kao onu "koja je libido dopustila svojim zakonom".
Libido predstavlja ključni pojam unutar psihoanalitičkih teorija. Pojavljuje u spisima Sigmund Freuda 1894. 
Prema Freudovoj teoriji libido predstavlja seksualni nagon i po njemu to je glavni, ako ne i jedini pogon čovjeka. Po Freudovom kauzalnom shvaćanju radi se uvijek o jednoj te istoj nepromijenjenoj supstanci, seksualne komponente, na čije djelovanje ukazuje tumačenjem s jednoličnom ravnomjernošću. Po Carl Gustav Jungu, nemoguće je libido kao pojam i objašnjenje koristiti samo kao seksualnu energiju. Seksualna dinamika je u totalnom području psihe samo specijalan slučaj, kao na primjer i nagon gladi, čime Jung ne osporava njenu egzistenciju, već je samo pomjera na pravo mjesto. Dakle nasuprot seksualnoj teoriji, Jung libido općenito predstavlja kao (psihičku) energiju.

## Libido kao psihička energija
Izraz «psihička energija» je energetsko gledište a koristi se već od davnina. Nalazi se npr. kod Schiller-a, koji upotrebljava izraze kao «premještanje intenziteta». Fon Grot i Lipps koriste energetsko gledište, Lipps pritom, u svom djelu »Leifaden der psychologie», razlikuje psihičku energiju od fizikalne energije a također razdvaja pojam psihičke energije od psihičke snage. Po Lippsu psihička snaga je mogućnost da u duševnom životu nastanu određena zbivanja i da dospiju do određenog stupnja djelatnosti. Nasuprot tome psihička energija je «u samim zbivanjima sadržana mogućnost da se u njima aktualizira ta snaga».
Jung je u svojoj knjizi «Prikaz psihoanalitičke teorije» 1913. god. izričito objasnio da pojam libido kojeg upotrebljava, ne samo da nije konkretan ili poznat pojam, već da je zapravo jedan X, čista hipoteza, slika ili kovanica, isto tako malo konkretno shvatljiv koliko i energija fizičkog svijeta. Energija, kao i njen korelat pojam vremena, su s jedne strane neposredni, a priori dati oblici promatranja, ali s druge strane konkretizirani, primijenjeni ili empirijski pojmovi. Primijenjeni pojam energije odnosi se uvijek na ponašanje snaga, na pokrenute supstance, pošto energija drugačije i nije pristupačna iskustvu do zapravo preko promatranja pokrenutih supstanci. Na isti način psihološki pojam energije nije čist, već također konkretan i primijenjen pojam koji se javlja kao seksualna, vitalna, moralna, intelektualna itd. energija. Libido po Jungu nije ništa drugo do skraćen izraz za «energetski način promatranja» psihičkih pojava.

## Osnovni pojmovi teorije libida

### Progresija i regresija
Među najvažnijim fenomenima duševnog života Jung uvrštava progresiju i regresiju libida. Pod progresijom prije svega shvaća svakodnevno napredovanje psihičkog procesa prilagođavanja. Prilagođavanje nije postignuto jednom zauvijek. Zahtjevima prilagođavanja možemo udovoljiti samo pomoću odgovarajućeg usmjerenog stava. Ispunjenje prilagođavanja odvija se u dvije etape: 1. Postizanje stava. 2. Ispunjenje prilagođavanja pomoću zauzetog stava. 
Progresija libida tako bi se sastojala od trajnog zadovoljavanja zahtjeva, kojeg postavljaju uvjeti sredine. Kako se ovaj učinak može postići samo pomoću zauzetog stava, odnosno uključivanjem usmjerenosti, tako to može značiti i izvjesnu jednostranost koja, zbog moguće promjene uvjeta, ne može više udovoljiti zahtjevima prilagođavanja, čime i prestaje progresija libida. Regresija libida povisuje vrijednost onih sadržaja koji su prethodno bili isključeni iz svjesnog procesa prilagođavanja, regresija, kretanje libida unazad, znači gubitak dosadašnjih vrijednosti, a povećanje vrijednosti onih «tamno svjesnih» ili nesvjesnih sadržaja koji su u odnosu na prilagođavanje po općem priznanju nekorisni, zbog čega su obično odvojeni od usmjerene psihičke funkcije.
Progresija, kao neprestani proces prilagođavanja na uvjete sredine, utemeljena je u vitalnoj neophodnosti prilagođavanja. To je nužda koja čovjeka primorava na apsolutnu orijentaciju prema uvjetima sredine i potiskivanje svih onih tendencija koje služe individuaciji. Nasuprot tome regresija je prilagođavanje na uvjete vlastitog unutrašnjeg svijeta i zasnovana je na vitalnoj neophodnosti udovoljavanja zahtjevima individuacije.

### Ekstraverzija i introverzija
Progresija i regresija u smislu prilagođavanja vanjskom i unutrašnjem svijetu mogu se staviti u vezu s ekstraverzijom i introverzijom. Međutim ekstraverzija i introverzija su pojmovi koji se kao dinamizmi razlikuju od progresije i regresije. Progresija i regresija su dinamizmi, odnosno zakonomjerni oblici preoblikovanja energije, dok su ekstraverzije i introverzija, kao što im već ime naglašava, dinamizmi ili oblici progresije ili regresije,  koji zavise od zauzetog stava.  Regresija tako može uslijediti na dva načina, kao uzmicanje pred uvjetima sredine (introverzija) ili kao bjekstvo u ekstravagantan vanjski doživljaj (ekstraverzija). Neuspjeh, jednog čovjeka premješta u stanje turobnog razmišljanja, dok drugog tjera u skitanje po kafićima. Libido se ne kreće samo naprijed i nazad, već također van i unutra.

### Premještanje Libida
U knjizi «Preobražaji i simboli libida» Jung je upotrijebio izraz «premještanje libida»  da bi time označio energetski preobražaj ili preobraćenje, pri čemu je mislio na pomjeranje psihičkog intenziteta ili vrijednosti s jednog sadržaja na drugi. Po Jungu kultura predstavlja mašinu pomoću koje se prirodni energetski potencijal koristi za radni učinak. To što je čovjek došao do otkrića kulture, mora da je duboko utemeljeno već u samoj osnovi živih bića. Sam život, koji fizičke i kemijske uvjete koristi tako reći kao sredstvo za svoju egzistenciju, odnosno živa materija je jedan energetski transformator, pri čemu nekako, na još uvijek nepoznati način, sudjeluje u procesu pretvaranja. Ne može se reći da se fizička energija pretvara u život, već samo da je to pretvaranje izraz života. Čovjekova kultura, kao prirodni proces diferencijacije, funkcionira kao transformator energije, kao mašina. To je najprije tehnička mašina koja koristi prirodne uvjete za pretvaranje fizičke i kemijske energije, ali i duhovna mašina, koja koristi duhovne uvjete za pretvaranje libida. 
Kao što je čovjeku pošlo za rukom da pronađe turbinu, na nju navede rijeku i da, iz tako dobivene kinetičke energije, proizvede električnu struju, koja se može najrazličitije koristiti, isto tako mu je uspjelo da prirodni nagon, koji protiče prema svojoj sumjerljivosti bez vršenja rada, pomoću mašine prevede u drugi dinamički oblik, koji omogućuje radni učinak. Pretvaranje nagonske energije odvija se pomoću prevođenja na analogiju nagonskog objekta, pri čemu Jung daje primjere iz ceremonija, igara i magijskih radnji primitivnog čovjeka.

### Stvaranje simbola
Jung je simbol definirao kao psihološku mašinu koja pretvara energiju. Simbol koji preobražava energiju je također obilježio i kao analogiju libida pri čemu je mislio na stvarni simbol, a ne semiotsko tumačenje, odnosno znak. Magija je prvi radni učinak kojeg primitivni čovjek, pomoću stvaranja analogije, otima od nagonske energije. Ceremonija je magična kada se ne vrši zbog efektivnog radnog učinka, već kad zastane na nivou očekivanja. U ovom slučaju energija se prevodi na nov objekt, pri čemu se stvara nov dinamizam koji, međutim, ostaje magičan sve dok ne izvrši efektivan rad. Prednost koja proistječe iz magijske ceremonije sastoji se u tome što novoposjednuti objekt sadrži djelotvorne mogućnosti u odnosu na psihu. Pomoću svoje vrijednosti djeluje determinirajuće na upliv pri formiranju predstava, tako da je duh dugo privučen ovim novim objektom i bavi se njime. Determinacija duha kroz objekte koji imaju magično djelovanje ima za posljedicu mogućnost da čovjek, preko neprekidnog bavljenja objektom, tijekom igre dolazi do svakakvih otkrića, koja bi mu inače promakla. Ne naziva se uzalud magija majkom nauke. Do duboko u srednji vijek ono što nazivamo naukom nije bilo ništa drugo do magija. Pogodan primjer je alkemija čija simbolika, nepogrešivom razumljivošću, pokazuje prethodno u principu opisani proces pretvaranja energije.

## Primitivni pojam libida
Koliko su počeci religijskih stvaranja simbola upravo vezani za energetski pojam pokazuju najprimitivnije predstave o magičnoj potenciji, koja se isto tako može promatrati kao objektivna snaga koliko i kao subjektivno stanje intenziteta.
Prema izvještaju kojeg donosi McGee ( The Siuan Indians – A Prelieminary Sketch,  kod Lovejoy, The fundamental Concept of the primitive Psilosophy.) Dakota indianci imaju sljedeću predstavu o toj «snazi»: sunce je vakanda, i to ne određena vakanda ili neka vakanda, već jednostavno vakanda. Mjesec je vakanda, isto tako grom, munja, zvijezde, vjetar itd. Isto tako su i ljudi, posebno šamani, vakanda, kao i demoni elemenata, fetiši i ostali predmeti rituala, veliki broj životinja, a također i predjeli s upadljivim odlikama. McGee kaže da bi izrazu vakanda najbolje odgovarala riječ `tajna`, ali i da je taj pojam isuviše uzak, pošto vakanda isto tako može značiti snaga, veličina, sveti, oživljen, besmrtan. Slično vakandi, Irokezi koriste riječ oki, a Algonkini  manitu  s apstraktnim značenjem «snage» ili «produktivne energije». Pleme Jaos uzvikuje mulungu kad opaze nešto čudnovato ili neshvatljivo. Pri tome mulungu znači:
1. duša čovjeka koja se za života zove lisoka a u smrti postaje mulungu
2. cjelokupni svijet duhova;
3. jednom predmetu na neki način inherentno, magijski djelotvorno svojstvo ili snaga, kao na primjer život i zdravlje tijela;
4. aktivni princip u svemu magijskom, misterioznom, neshvatljivom i neočekivanom;
5. velika, duhovna snaga, iz koje potiče svijet i sve živo.

Slični pojmovi koji zajednički ukazuju da se radi o energetskoj predstavi su: vong sa Zlatne obale, hirunga kod Australijanaca, melanežanska mana, tondi kod Bataka, atua kod Maora, ani ili han kod Panapa, kazinge kod Paleva, anut kod Kusaja, jaris kod Tobija, ngač kod Masai-lenda itd.